# نشان ملی ویتنام
نشان ملی ویتنام (به انگلیسی: Emblem of Vietnam) نشانی مدور با پس زمینهٔ قرمز و یک ستاره زرد رنگ در وسط است که حزب کمونیست ویتنام، تاریخ انقلابی و آینده روشن ویتنام را نمایندگی می‌کند. چرخ دنده و خوشه‌های برنج نشان دهنده همکاری کارگران بخش‌های کشاورزی و صنعت است.

برطبق قانون اساسی ویتنام:
نماد ملی دایره‌ای شکل است؛ در وسط یک پس زمینهٔ قرمز، یک ستاره طلایی پنج‌پر با گوش‌های برنج و نیمه یک چرخ دنده و کتیبه «جمهوری سوسیالیستی ویتنام» قرار دارد.
- قانون اساسی ویتنام فصل اول، ماده ۱۳، بخش ۲.